# Jurgis Alekna

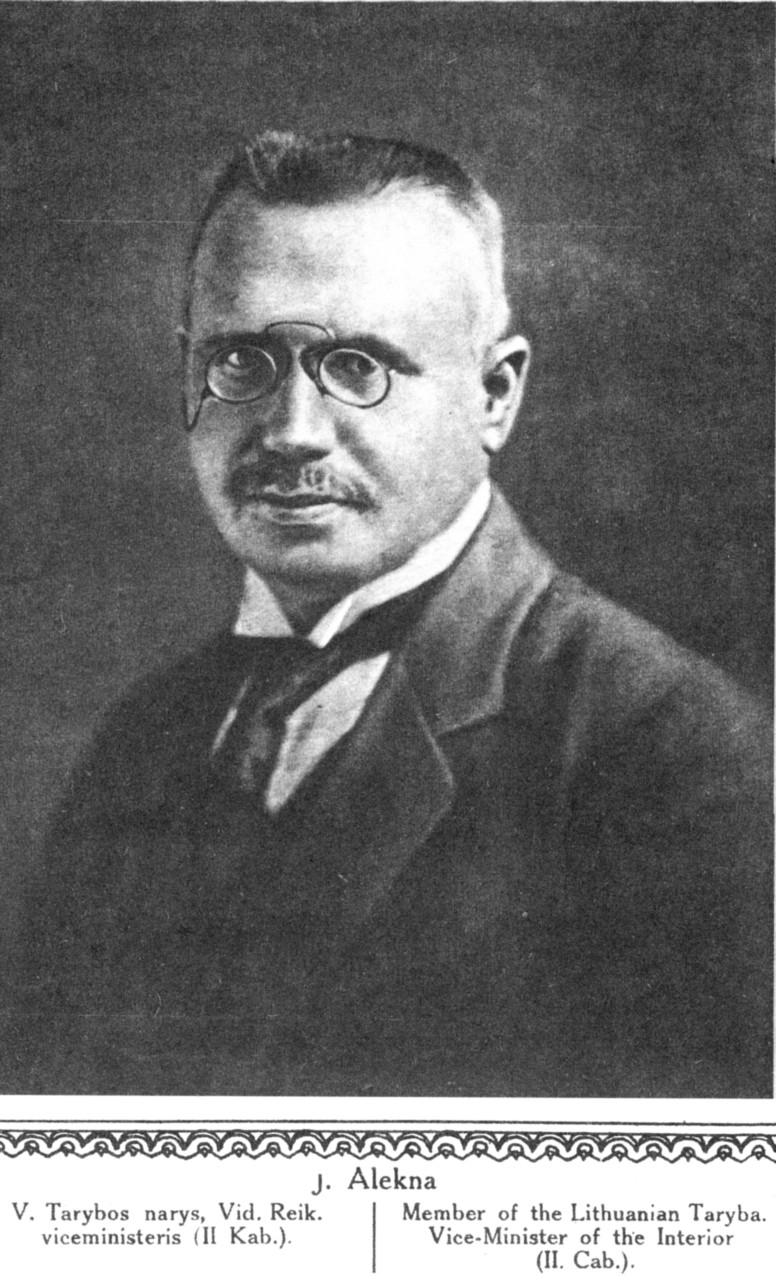

Jurgis Alekna (* 16. Februar 1873 in Sidabrinė, Rajongemeinde Švenčionys; † 17. Oktober 1952 in Kaunas) war ein litauischer Arzt, Politiker und Vizeminister.

## Leben
Alekna wuchs im Hof Želtiškiai bei Molėtai auf. 1893 absolvierte er das 2. Gymnasium in Vilnius. Von 1893 bis 1898 studierte er Medizin an der Universität Moskau. Ab 1898 arbeitete er im Krankenhaus des Gouvernement Smolensk. 1900 wurde er im zaristischen Russland wegen Besitzes litauischer Zeitungen festgenommen und zum Gefängnis Liepāja gebracht. 1901 wurde er in das Gouvernement Archangelsk vertrieben. Er arbeitete im Krankenhaus Onega.
Ab 1902 lebte Jurgis Alekna in Ukmergė und leitete das Krankenhaus in Zarasai. Von 1918 bis 1919 war er Vizeminister am Innenministerium Litauens, danach leitete er die Litauische Gesundheitsbehörde (Sveikatos departamentas) als Direktor.